# Gymnoscelis ectochloros
Gymnoscelis ectochloros är en fjärilsart som beskrevs av George Francis Hampson 1891. Gymnoscelis ectochloros ingår i släktet Gymnoscelis och familjen mätare. Inga underarter finns listade i Catalogue of Life.